# Rejon pryłucki
Rejon pryłucki (ukr. Прилуцький район) – rejon na Ukrainie, w obwodzie czernihowskim, z siedzibą w Pryłukach. Jego powierzchnia wynosi 5210,8 km², zaś liczba ludności wynosi 149,4 tys. osób.
Na terenie rejonu znajduje się 11 hromad:
- 2 miejskie:
  - Pryłuki(inne języki)
  - Icznia(inne języki)
- 7 sełyszcznych(inne języki):
  - Warwa(inne języki)
  - Ładan(inne języki)
  - Łynowycia(inne języki)
  - Mała Diwycia(inne języki)
  - Parafijiwka(inne języki)
  - Sribne(inne języki)
  - Tałałajiwka(inne języki)
- 2 wiejskie:
  - Suchopołowa(inne języki)
  - Jabłuniwka(inne języki)

Rejon został utworzony 19 lipca 2020 roku decyzją Rady Najwyższej z 17 lipca 2020 roku o przeprowadzeniu reformy administracyjno-terytorialnej Ukrainy. W jego skład weszły dotychczasowe rejony:
- pryłucki
- warwiński
- iczniański
- sribniański
- tałałajiwski
- Pryłuki (dotychczas miasto wydzielone)